# 金惠敏 (棋手)
金惠敏（1986年9月2日—），韩国职业围棋棋手，2019年成为韩国第四位女九段。2006年在世界女子围棋锦标赛上连胜祷陽子、曹又尹和金恩善闯入决赛，2007年以1-2负于朴鋕恩七段屈居亚军，同年负于芮迺伟获得第2届韩国围棋女子棋圣战亚军。2010年第15届三星财产杯预选赛出线后在32强双败淘汰赛上接连负于朴志娟和柁嘉熹。2011年在第一届世界智力精英运动会上为韩国获得围棋团体赛银牌，并与崔哲瀚搭档获得混双赛银牌。2012年在第一届华顶茶业杯世界女子团体锦标赛上战胜苏圣芳、於之莹和向井千瑛，为韩国夺得冠军。2013年以2:0战胜朴志娟，夺得第18届韩国围棋女子国手战冠军。2014年第四届黄龙士双登杯世界女子围棋擂台赛上取得五连胜（藤泽里菜二段、鲁佳三段、奥田彩三段、曹又尹四段和大泽奈留美四段）。